# Münchenska zrakoplovna nesreća
Münchenska zrakoplovna nesreća dogodila se 6. veljače 1958., te je u njoj poginulo 23 putnika, uključujući i 8 igrača engleskog nogometnog kluba Manchester Uniteda. 

## O nesreći
Momčad Manchester Uniteda tog se dana vraćala iz Beograda s utakmice Europske lige protiv Crvene zvezde, no zrakoplov je morao pristati u münchensku zračnu luku zbog nadolijevanja goriva. Unatoč dva neuspješna polijetanja, kapetani James Thain i Kenneth Raymen su umjesto noćenja u Münchenu, odlučili probati poletjeti i treći put.
Za vrijeme trećeg pokušaja, počeo je padati snijeg, te se na kraju piste stvorio mokri snijeg. Kada je pri polijetanju zrakoplov prešao preko mokrog snijega, znatno je usporio zbog čega je bilo nemoguće poletjeti,  te je probio ogradu na kraju piste i krilom udario u zgradu, koja je srećom bila nenaseljena. Od 44 osobe u avionu, 21 je poginula na mjestu nesreće. Od igrača Uniteda, poginuli su Geoff Bent, Roger Byrne, Eddie Colman, Duncan Edwards, Mark Jones, David Pegg, Tommy Taylor i Liam Whelan.